# Широков, Андрей Михайлович
Андре́й Миха́йлович Широ́ков (род. 30 января 1960, Киров) — российский художник-живописец. Член Союза художников СССР (1990). Член Союза художников России (1990). Заслуженный художник России (2012). Награждён дипломами Союза художников России и Российской академии художеств.

## Биография
Андрей Широков родился в Кирове в семье кировской династии художников Шпак-Широковых. Мать — заслуженный художник РСФСР Инна Широкова (1937—2019). Бабушка — советский иллюстратор и скульптор, заслуженный художник РСФСР Фаина Шпак, дедушка — художник-портретист, погибший на фронте Алексей Широков (1908—1943). Мать учила пользоваться карандашом и красками, а бабушка давала внуку уроки лепки. Художественное образование начал получать в детской художественной школе, затем учился в Кировском художественном училище с 1976 по 1980 год. С 1980 по 1982 год служил в вооружённых силах СССР. Затем поступил художником-оформителем в Кировские художественно-производственные мастерские Художественного фонда РСФСР.
Своей подлинной школой считает Дом творчества Союза художников РСФСР «Академическая дача». В 1980-е годы занятия пленэрной живописью помогли Широкову приобрести опыт собственных наблюдений и оценок увиденного. «Академическая дача» дала художнику общение и поддержку мастеров отечественной школы реалистической пейзажной живописи: Ю. П. Кугач, А. П. Ткачёв и С. П. Ткачёв, В. М. Сидоров.
8 октября 1980 года родился сын Владимир, в закончил Вятское художественное училище имени А. А. Рылова, а с 2006 года — член ВРО ВТОО Союз художников России.

## Творчество
Своей творческой манере в рамках реалистической живописи, по собственному признанию, Широков обязан деду Алексею Петровичу Широкову. Живописный реализм художника восходит к традициям русской художественной культуры. Андрей Широков работает как в жанре пейзажа, натюрморта, так и в бытовом жанре и жанре портрета. Художнику присущ лирический склад дарования.

### Портрет
Весомая роль в его творчестве отведена портретной живописи, поскольку жанр портрета занимал ведущее место в творчестве всей династии художников Широковых. Героями его полотен чаще всего становятся его родные и близкие, реже коллеги по ремеслу и актёры. Есть в творческом арсенале художника и автопортрет. Реалистический подход к портрету подразумевает у художника не только стремление к внешнему сходству, но и постижение внутреннего мира его персонажа, его характера и настроения. Среди портретных работ Широкова заметно предпочтение художника в пользу молодых лиц, образов детей и женского портрета. Некоторые персонажи художника изображены в национальном или театральном наряде: «Девушка в русском костюме» (1997), «Цыганочка» (1999), «Дениска в костюме пажа» (2002), «Маша» (2009), «Оля» (2013), «Гречанка» (2017), «У зеркала» (2018), «Алёнка в костюме пажа» (2019). При этом герои портретов не ограничиваются показом моделей одежды, они являют собой цельный образ, заключающий в себе единство национального и индивидуального, или, как писала Л. С. Двинянинова о костюмированных портретах А. М. Широкова, «костюм в немалой степени определяет композиционно-пластическую форму и цветовое решение работ, помогает выявлению внутренней сути изображаемых людей».

### Пейзаж и натюрморт
Доминирующее место в творчестве Андрея Широкова занимает пейзаж, в первую очередь зимний пейзаж. Пейзажные полотна художника созданы с преобладанием серебристо-серых, белых, голубовато-синих тонов. По мнению искусствоведов, «именно свет, организующий пространство в полотне, является тем внутренним началом, которое позволяет почувствовать настрой автора, его искреннее восхищение красотой и совершенством любимого края». Пейзажи Широкова отличает лирическая окрашенность, они написаны с натуры, но при этом они не являются механическим воспроизведением ландшафта, поскольку сообщают зрителю вызванные ими в художнике эмоции и переживания.
Пейзажист следует в русле традиции Союза русских художников и московской живописной школы. Искусствоведы отмечают в его творчестве интонации «саврасовского лиризма», «левитановского пейзажа-настроения», перекличку с творчеством И. И. Шишкина в изображении зимнего леса. Привязанность к сказочным зимним мотивам, по их мнению, восходит ещё к детским воспоминаниям, поскольку, с его точки зрения, красоту русской природы наиболее полно можно оценить именно в зимние месяцы: «…Мне кажется, образ русской зимы очень созвучен с русским характером — светлым, искренним, доброжелательным».
Художнику одинаково удаются пейзажи как родной вятской земли, так и работы, созданные им в многочисленных поездках по России и за рубежом. Последние занимают значительное место в творчестве художника. Их основной сюжет — это, в первую очередь, городской пейзаж, живописные полотна с архитектурными образами памятников истории тех стран, где удалось побывать живописцу. В этих картинах Широков стремится передать зрителю наиболее узнаваемые особенности национального колорита, проникнуть в традиции и особенности национальной культуры того или иного государства. В наиболее удачных зарубежных работах Широков совмещает традиции русского реализма с элементами импрессионизма.
Полотна, созданные в жанре натюрморта показывают, что художник ценит «материальную плоть предметов», но при этом явно избегает их въедливого копирования на своих картинах, оставаясь художником образа, а не фотореалистом. Таковы картины «Натюрморт с пивом» (1998); «Натюрморт с рябиной» (2002).

## Выставочная деятельность
С 1976 года Андрей Широков участвует в различных региональных выставках, позднее, в международных художественных пленэрах в Европе. Среди наиболее успешных выставок персональные выставки в Афинах (1993, 2003, 2004), в Варшаве (2003) и Щецине (2007); выставки в Чикаго и Санта-Фе (2007), во Франции и Италии. Он поддерживает контакты с коллегами из Белоруссии, Словакии, Польши, Греции, Италии, США, Японии, Прибалтики. Картины Андрея Широкова приобретали художественные музеи России: Вятский художественный музей, Мурманский областной художественный музей. Некоторые картины художника находятся в частных зарубежных коллекциях США, Франции, Германии, Польши, Бельгии.
Творчество Широкова широко представлено на профессиональных сайтах Союза художников России, Вятского художественного музея имени В. М. и А. М. Васнецовых, Государственного каталога Музейного фонда Российской Федерации при Министерстве культуры Российской Федерации. Живописные полотна Андрея Михайловича были проданы на британском аукционе «Roseberys».
В июле — августе 2003 года работы Андрея Широкова экспонировались на выставке «Творческая династия Широковых», проходившей в Центральном доме художника в Москве. В феврале 2021 года в выставочном зале Вятского художественного музея им. В. М. и А. М. Васнецовых состоялась персональная выставка Андрея Широкова, посвящённая шестидесятилетнему юбилею художника. Она представляла весь диапазон творчества живописца, портретиста, мастера натюрморта, интерьера и сюжетной композиции, хотя на ней было представлено лишь немногое из созданного художником.

## Оценка искусствоведов и культурологов
Людмила Сергеевна Двинянинова, искусствовед и учёный секретарь Вятского художественного музея, отличительной чертой художника считала отсутствие подражательности, несмотря на то что на начальном этапе творчества у Андрея Михайловича были свои кумиры: «У Широкова нет готовых рецептов, пригодных на любой случай, но есть принципы, от которых он никогда не отступает, несмотря на разные моды и веяния. Это принципы реализма, бережного, уважительного отношения к лучшим традициям русской художественной культуры». Художник счастливо наделён чувством гармонии, особо ощутимым в пейзажных работах. При оценке мастерства Широкова-портретиста она высказала следующее мнение: «Отвлекаясь от всего частного, случайного, но не нарушая при этом жизненной достоверности, художник создает запоминающийся образ. Так, например, в портрете „Арам“ (1995) буквально всё — внешний облик человека, его поза, взгляд, жест рук, „говорящие“ детали — позволяет понять, что перед нами чувственная натура, любитель житейских благ, но при этом сильная, незаурядная личность, своего рода „хозяин жизни“».
По мнению кандидата философских наук Н. И. Злыгостевой, «творчество Андрея Широкова даёт нам возможность заглянуть в себя, увидеть и понять собственную душу и открыть, через её преображение, другую реальность — светлую, чистую, радостную».

## Работы художника
Среди работ, экспонировавшихся на различных выставках, картины «Цыганка» (2001, х., м.), «Осенний лес» (2006, х., м.), «Вовка» (1992, х., м.), «Приказная изба» (2014, х., м.), «Портрет молодого человека» (1998, х., м.), «Дары лета» (2019, х. м.), «Старик» (1994—1995, х., м.), «Лето» (2011, х., м.), «Суздаль» (2008, х., м.), «Ледоход на Вятке» (1995, х., м.), «Портрет художника А. Белика» (1995, х., м.), «Арам» (1995, х., м.), «Лежащий мальчик» (1996, х., м.), «Девушка в русском костюме» (1997, х., м.), «Мальчик, освещённый солнцем» (1997, х., м.), «Мальчик с дыней» (1998, х., м.), «Осенний лес» (1998, х., м.), «Лес» (1999, х., м.), «Снегири» (1999, х., м.), «За книгой» (1999, х., м.), «Аннушка» (1999, х., м.), «Цыганочка» (1999, х., м.), «Иней» (2000, х., м.), «Апрель» (2000, х., м.), «Травы цветут» (2000, х., м.), «Март» (2000, х., м.), «Зимний сон» (2002, х., м.), «Иней» (2002, х., м.), «Октябрь. Кстинино» (2002, х., м.), «Натюрморт с рябиной» (2002, х., м.), «В марте» (2002, х., м.), «Казимеж Дольный» (2002, х., м.), «Краков, Вавель» (2002, х., м.), «Там, где живут ласточки» (2002, х., м.), «Запуталось солнышко в ветках» (2002, х., м.), «Провинциальный мотив» (2002, х., м.), «Греческая улочка. Псарадэс» (2002, х., м.), «Зимний вечер. Старая Вятка» (2002, х., м.), «Портрет художника» (2002, х., м.), «Мартовское солнце» (2002, х., м.), «Слобода Зиново» (2003, х., м.), «Пейзаж с рыбаками» (2003, х., м.).